# هيرمان شتاينر
هيرمان شتاينر (بالإنجليزية: Herman Steiner)‏ هو صحفي أمريكي، ولد في 15 أبريل 1905 في دونيسكا ستريدا في سلوفاكيا، وتوفي في 25 نوفمبر 1955 في لوس أنجلوس في الولايات المتحدة.

## وصلات خارجية
- هيرمان شتاينر على موقع مباريات الشطرنج (الإنجليزية)
- هيرمان شتاينر على موقع 365Chess.com (الإنجليزية)
- هيرمان شتاينر على موقع Chesstempo.com (الإنجليزية)
- هيرمان شتاينر سجل أولمبياد الشطرنج على موقع OlimpBase.org (الإنجليزية)